# Mamitupu
Mamitupu o Isla Mamey (en dulegaya: Mammidub, «isla del mamey») es una localidad de la comarca indígena panameña de Guna Yala. Se localiza en una isla a 400 metros de la costa.